# Julie Gayet

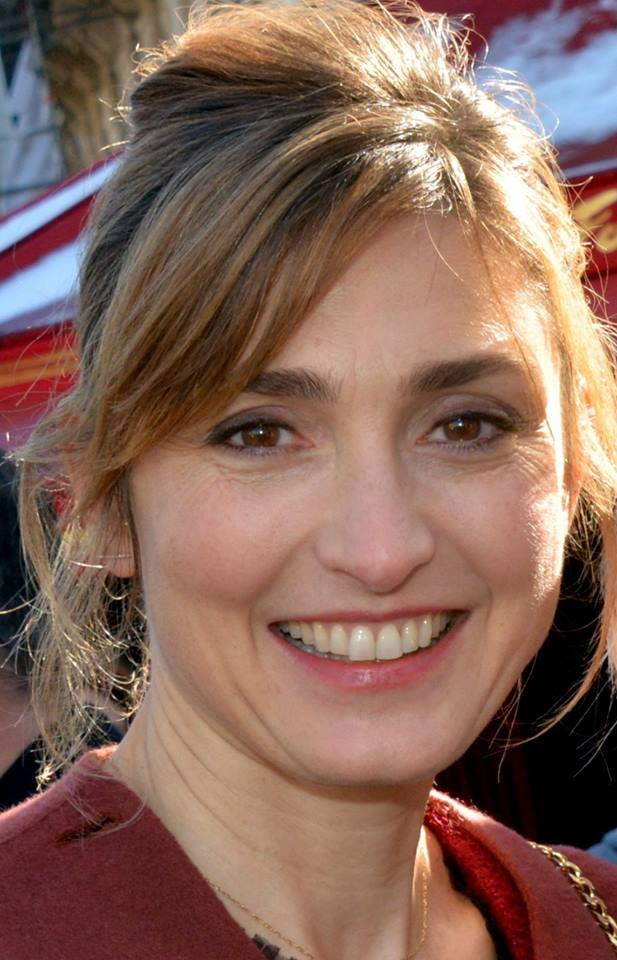
Julie Gayet (2018)

Julie Gayet (* 3. Juni 1972 in Suresnes) ist eine französische Schauspielerin und Filmproduzentin.

## Leben
Die Tochter eines Chirurgen und einer Antiquitätenhändlerin erhielt ab ihrem achten Lebensjahr Gesangsunterricht und mit 14 Jahren Schauspielunterricht. In London studierte sie am Actors Studio Kunstgeschichte und Schauspiel. Seit 1993 spielte sie in mehr als 100 Spiel- und Kurzfilmen sowie in Fernsehserien.
Gayet gründete 2007 die Filmproduktionsgesellschaft 'Rouge International' und im April bzw. Juli 2012 zwei weitere: 'Amarante International' und 'Cinémaphore'. Als Produzentin war sie an annähernd zwei Dutzend Produktionen beteiligt.
Von 2003 bis 2006 war Gayet mit dem argentinischen Regisseur Santiago Amigorena verheiratet; aus der Ehe stammen zwei Söhne, die beim Vater leben.
Ab März 2013 wurde ihr eine Affäre mit dem damaligen französischen Staatspräsidenten François Hollande nachgesagt. Noch im selben Monat erstattete sie wegen dieser Mutmaßungen Anzeige gegen unbekannt. Im Januar 2014 veröffentlichte das Magazin Closer Paparazzi-Fotos, welche die Affäre belegten. Im November 2014 veröffentlichte 'Voici' erneute Meldungen zu der noch immer verschwiegenen Beziehung. Nach der Amtszeit Hollandes im Mai 2017 trat Gayet dann in der Öffentlichkeit als dessen Lebensgefährtin auf. Das Paar heiratete schließlich im Juni 2022.

## Filmografie (Auswahl)
- 1993: Unter freiem Himmel (À la belle étoile)
- 1995: Hundert und eine Nacht (Les Cent et Une Nuits de Simon Cinéma)
- 1996: Les deux papas et la maman
- 2000: Man liebt es unentschieden (La confusion des genres)
- 2001: Un monde presque paisible
- 2001: Liebe macht schwindelig (Vertiges de l’amour)
- 2002: La Turbulence des fluides
- 2004: Clara et moi
- 2004: Drei Jungs, ein Mädchen, zwei Hochzeiten (3 garçons, 1 fille, 2 mariages, Fernsehfilm)
- 2005: A Woman in Winter
- 2006: Mein bester Freund (Mon meilleur ami)
- 2007: Küss mich bitte! (Un baiser s'il vous plaît)
- 2009: De plaisir
- 2009: Der Sturz ins Leben (8 fois debout)
- 2009: Leon und die magischen Worte (Kerity, la maison des contes) (Sprechrolle)
- 2009: Eine letzte Zigarette (Une dernière cigarette, Kurzfilm)
- 2010: Spurlos (Sans laisser de traces)
- 2010: Pièce montée
- 2011: Liebe zwischen den Fronten (Amoureuse)
- 2013: Quai d’Orsay
- 2014: Ça va passer … Mais quand? (Fernsehfilm)
- 2014: Profiling Paris (Profilage, Fernsehserie, Folge 5x04 Sur la liste)
- 2015: La taularde
- 2015, 2020: Call My Agent! (Dix pour cent) (Fernsehserie, zwei Folgen)
- 2015: Ta mère!
- 2015: Je compte sur vous
- 2016: Wohne lieber ungewöhnlich (C'est quoi cette famille?!)
- 2016: Marion, 13 ans pour toujours (Fernsehfilm)
- 2016: Julie und die roten Schuhe (Sur quel pied danser)
- 2017: Der Affront (L’insulte, Produzentin)
- 2018: Apatride
- 2018: Love Addict
- 2018: Für meinen Glauben (Dévoilées) (Fernsehfilm)
- 2018: Le gendre de ma vie
- 2018: Old Boys
- 2019: C'est quoi cette mamie?!
- 2019: Soupçons (Miniserie, 6 Folgen)
- 2020: Mein Freund Poly (Poly)
- 2020: Zaï Zaï Zaï Zaï
- 2021: C'est quoi ce papy?!
- 2021: Une mère parfaite (Miniserie, 4 Folgen)
- 2022: Le souffle du dragon
- 2022: L'Histoire d'Annette Zelman (Fernsehfilm)
- 2022: Comme une actrice
- 2023: César Wagner (Fernsehserie, Folge 3x02 Coup de Théâtre)
- 2023: Outrage
- 2023: Disparition inquiétante (Fernsehserie, Folge 1x05 Retour aux sources)
- 2023: Le Nouveau (Fernsehfilm)
- 2024: 12 ans, 7 mois et 11 jours (Fernsehfilm)
- 2024: Silex & The City – The Movie (Sprechrolle)

## Auszeichnungen
- 1997: Romy-Schneider-Preis für Sélect Hôtel
- 1997: Beste Europäische Darstellerin für Sélect Hôtel
- 2009: Beste Darstellerin beim Tokyo International Film Festival für 8 fois debout
- 2014: César-Nominierung, Beste Nebendarstellerin, in Quai d’Orsay